# Ciorogârla
Ciorogârla è un comune della Romania di 7 511 abitanti, ubicato nel distretto di Ilfov, nella regione storica della Muntenia. 
Il comune è formato dall'unione di due villaggi: Ciorogârla e Dârvari.